# Labrisomus wigginsi
Labrisomus wigginsi е вид лъчеперка от семейство Labrisomidae.

## Разпространение
Видът е разпространен в Мексико.